# Wapen van Willige Langerak

Wapen van Willige Langerak

Het wapen van Willige Langerak werd op 12 maart 1864 door de Hoge Raad van Adel aan de Utrechtse gemeente Willige Langerak verleend. In 1943 ging Willige Langerak op in de gemeente Lopik. Het wapen van Willige Langerak is daardoor komen te vervallen als gemeentewapen. In het tweede en derde kwartier van het wapen van Lopik tussen 1948 en 1989 kwamen elementen uit het wapen van Willige Langerak terug.

## Blazoenering
De blazoenering van het wapen luidde als volgt:
Het eerste en vierde deel van goud met eenen leeuw van keel, geklaauwd en getongd van lazuur en eenen barensteel van hetzelfde; het tweede en derde deel tranché van zilver en keel.
De heraldische kleuren zijn goud (goud of geel), keel (rood), lazuur (blauw) en zilver (wit).

## Verklaring
Het wapen bestaat uit een combinatie van de wapens van Utrecht en Van Brederode De achtergrond waarom deze wapens zijn gebruikt is niet bekend.

## Verwante wapens

Wapen van Stad Utrecht
Familiewapen van de Brederodes
Wapen van Lopik van 1948 tot 1990

Abcoude
· Abcoude-Baambrugge
· Abcoude-Proostdij
· Achttienhoven
· Amerongen
· Benschop
· Breukelen
· Breukelen-Nijenrode
· Breukelen-Sint Pieters
· Bunnik
· Cothen
· Darthuizen
· De Vuursche
· Doorn
· Driebergen
· Driebergen-Rijsenburg
· Everdingen
· Haarzuilens
· Hagestein
· Harmelen
· Hoenkoop
· Hoogland
· Houten
· Indijk
· Jaarsveld
· Jutphaas
· Kamerik
· Kockengen
· Langbroek
· Leersum
· Linschoten
· Loenen
· Loenersloot
· Loosdrecht
· Maarn
· Maarssen
· Maarsseveen
· Maartensdijk
· Mijdrecht
· Nigtevecht
· Noord-Polsbroek
· Odijk
· Oudenrijn
· Polsbroek
· Rijsenburg
· Ruwiel
· Schalkwijk
· Snelrewaard
· Sterkenburg
· Stoutenburg
· Tienhoven
· Vianen 
· Vinkeveen
· Vinkeveen en Waverveen
· Vleuten
· Vleuten-De Meern
· Vreeland
· Vreeswijk
· Waarder
· Waverveen
· Werkhoven
· Westbroek
· Willeskop
· Willige Langerak
· Wilnis
· Zegveld
· Zuilen
· Zuid-Polsbroek